# Serjania unidentata
Serjania unidentata är en kinesträdsväxtart som beskrevs av P. Acevedo-rodríguez. Serjania unidentata ingår i släktet Serjania och familjen kinesträdsväxter. Inga underarter finns listade i Catalogue of Life.